# Хосе Фелікс Урібуру
Хосе́ Фе́лікс Урібу́ру (ісп. José Félix Uriburu; 20 липня 1868 — 29 квітня1932) — аргентинський військовик, який фактично займав посаду президента Аргентини після державного перевороту 8 вересня 1930 року і до 20 лютого 1932.

## Біографія
Народився в аргентинській провінції Сальта, його дядьком був колишній президент Хосе Еварісто де Урібуру. Він очолював військовий переворот проти демократично обраного президента Іполіто Ірігоєна. Переворот поклав початок епосі, яка згодом отримала назву «славного десятиліття».
Він залишався главою уряду до 1932 року, здійснивши низку реформ, включаючи зменшення зарплатні держслужбовцям більш ніж на 10 відсотків.
Після того, як йому поставили діагноз рак шлунку на початку 1932 року, він здійснив безплідні спроби відновити здоров'я у Парижі, де помер 29 квітня 1932 року. Похований на кладовищі Реколета у Буенос-Айресі.